# Abraxas grossulariata

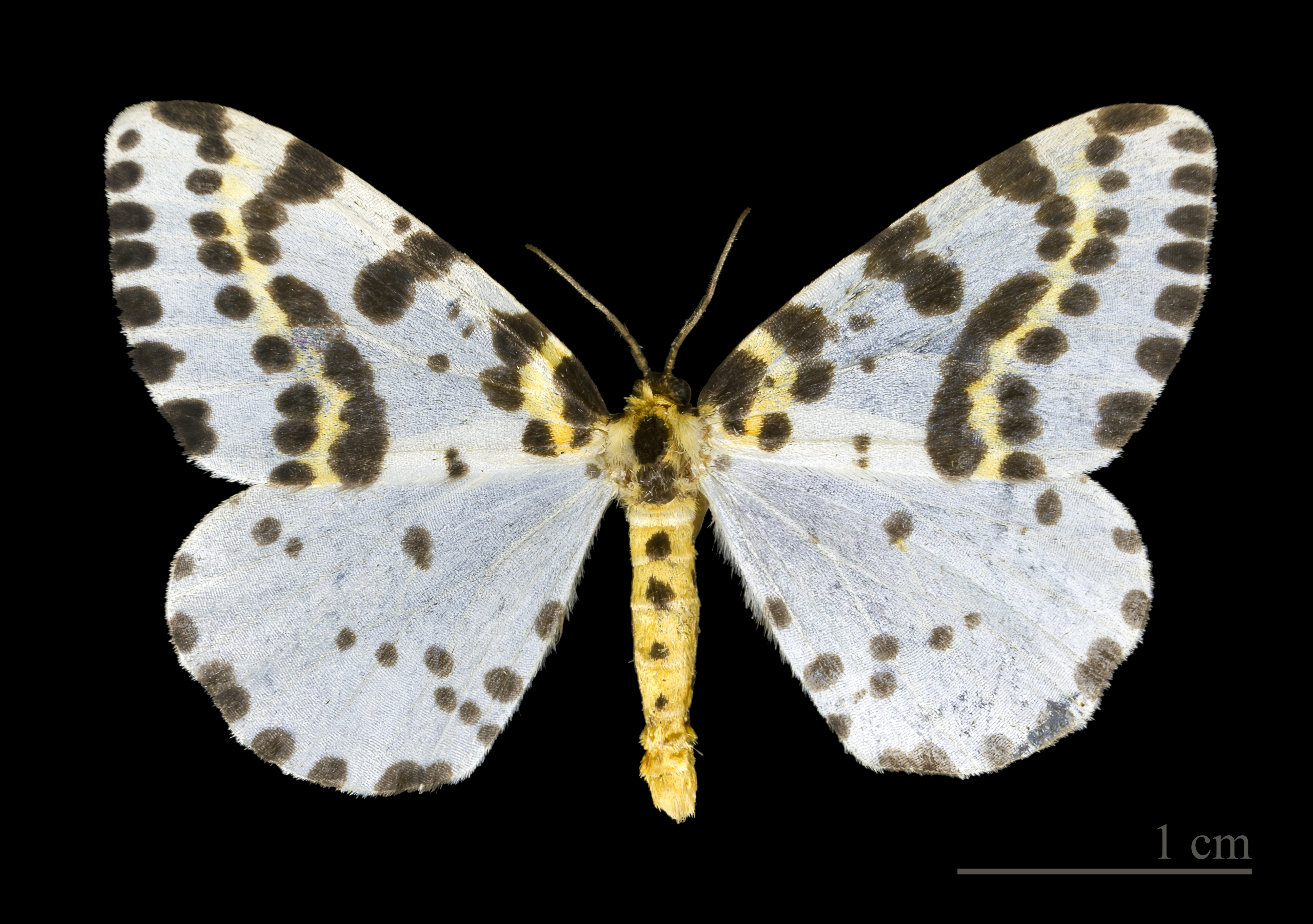
Abraxas grossulariata - ♂

Abraxas grossulariata là một loài bướm đêm thuộc họ Geometridae, bản địa của châu Âu và Bắc Mỹ. Sâu bướm có màu giống con trưởng thành, và con lớn có thể tìm thấy trên lá của cây bụi như gooseberry.
Chiều dài cánh trước từ 18–25 mm.

## Phụ loài
- Abraxas grossulariata grossulariata
- Abraxas grossulariata karafutonis Matsumura, 1925 (Sakhalin)
- Abraxas grossulariata conspurcata Butler, 1878 (Japan)

## Hình ảnh

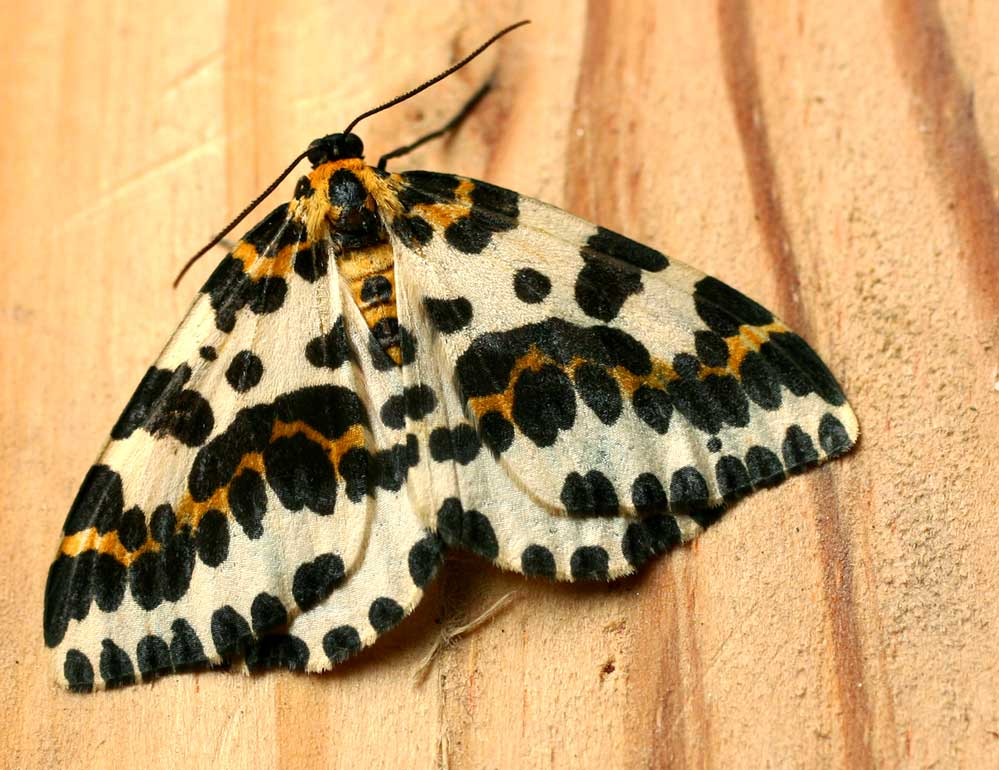
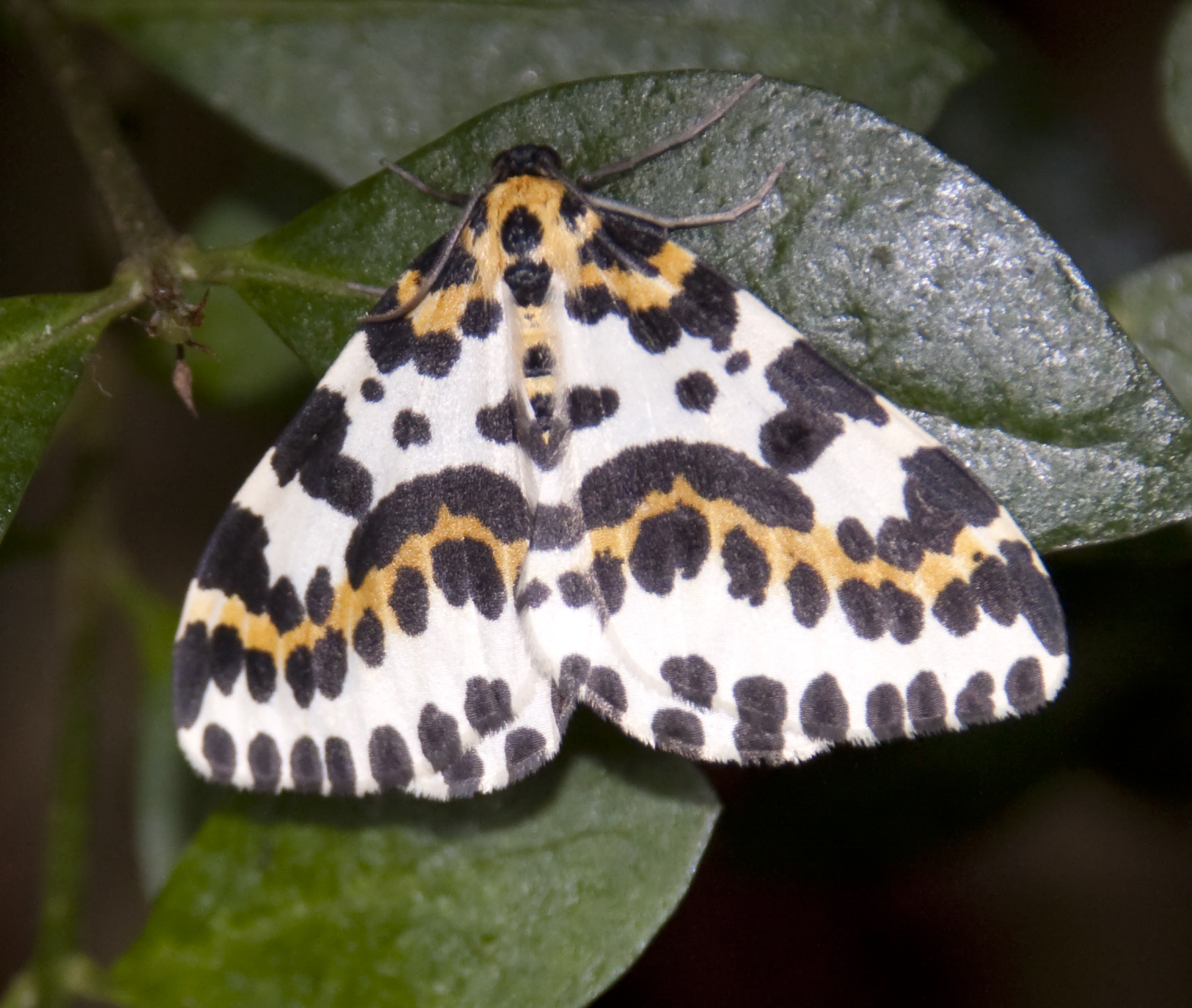